# Mistrzostwa Świata w Saneczkarstwie 1967
Mistrzostwa Świata w Saneczkarstwie 1967 – dziesiąta edycja mistrzostw świata w saneczkarstwie, rozegrana w 1967 roku w szwedzkim Hammarstrand. Rozegrane zostały trzy konkurencje: jedynki kobiet, jedynki mężczyzn oraz dwójki mężczyzn. W tabeli medalowej zwyciężyła Niemiecka Republika Demokratyczna.

## Wyniki

### Jedynki kobiet
| Medal | Zawodniczka      | Państwo | Czas | Strata |
| ----- | ---------------- | ------- | ---- | ------ |
|       | Ortrun Enderlein | NRD     |      |        |
|       | Petra Tierlich   | NRD     |      |        |
|       | Helene Thurner   | Austria |      |        |

### Jedynki mężczyzn
| Medal | Zawodnik         | Państwo | Czas | Strata |
| ----- | ---------------- | ------- | ---- | ------ |
|       | Thomas Köhler    | NRD     |      |        |
|       | Klaus Bonsack    | NRD     |      |        |
|       | Josef Feistmantl | Austria |      |        |

### Dwójki mężczyzn
| Medal | Zawodnicy                    | Państwo | Czas | Strata |
| ----- | ---------------------------- | ------- | ---- | ------ |
|       | Klaus Bonsack/Thomas Köhler  | NRD     |      |        |
|       | Manfred Schmid/Ewald Walch   | Austria |      |        |
|       | Sigisfredo Mair/Ernesto Mair | Włochy  |      |        |

## Klasyfikacja medalowa
| Miejsce | Państwo | złoto | srebro | brąz | Razem |
| ------- | ------- | ----- | ------ | ---- | ----- |
| 1.      | NRD     | 3     | 2      | 0    | 5     |
| 2.      | Austria | 0     | 1      | 2    | 3     |
| 3.      | Włochy  | 0     | 0      | 1    | 1     |